# Marschiertor

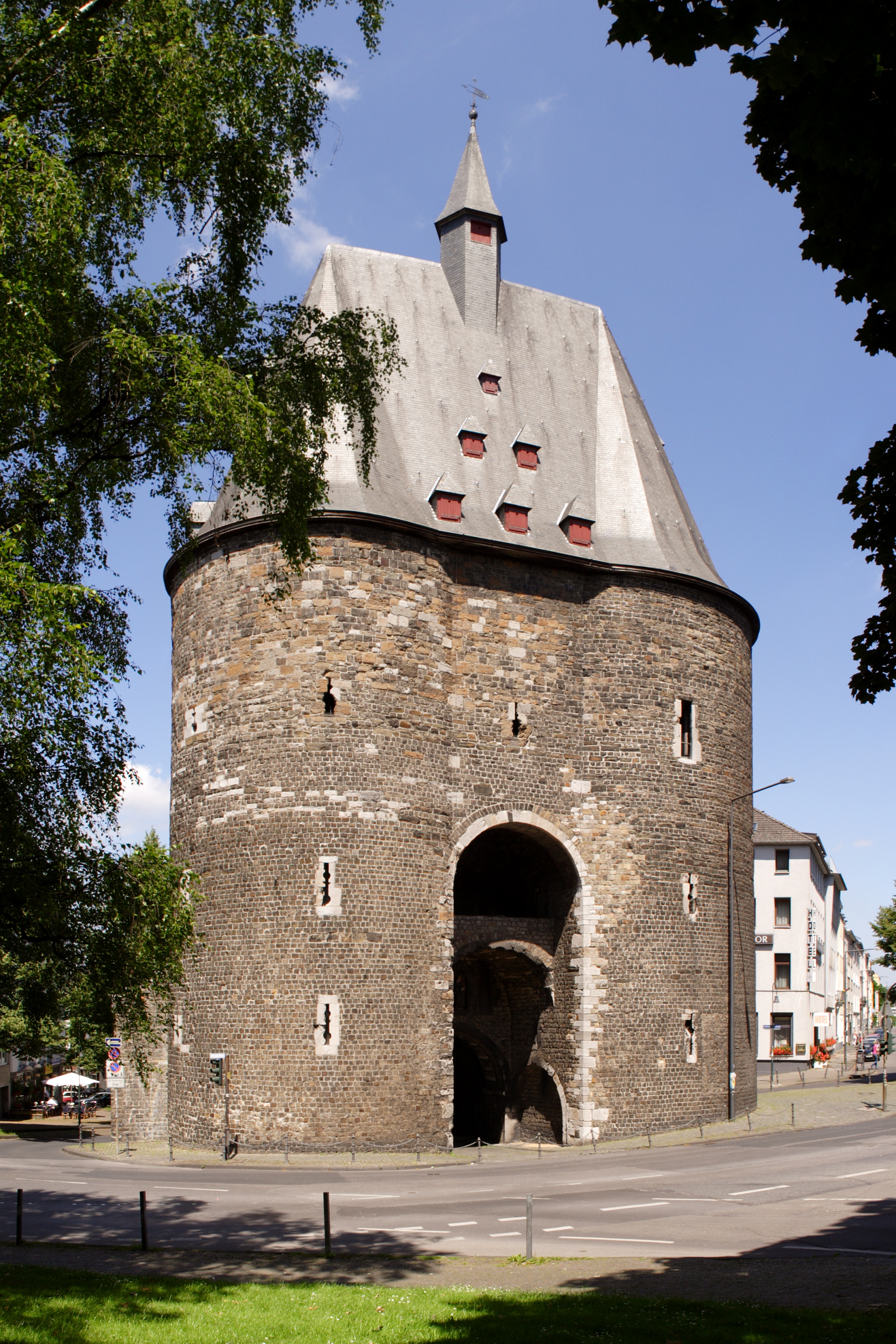
Buitenzijde, zuiden

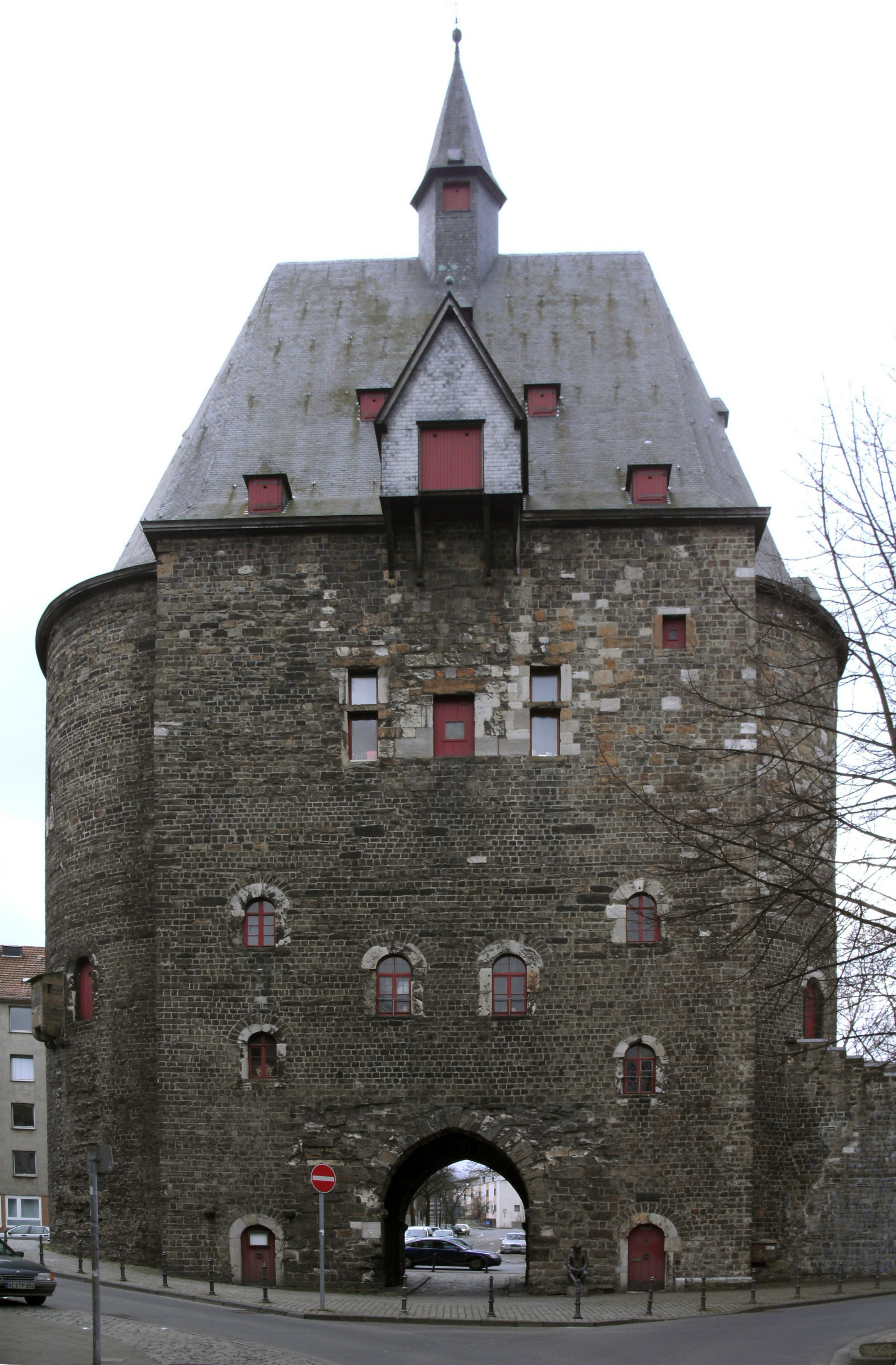
Stadskant, noorden

De Marschiertor werd tot in de 17e eeuw Mies(ch)ierspforte en later ook Berseter Tor of Burtscheider Tor genoemd en was de zuidelijke stadspoort van de buitenste stadsmuren van de Duitse stad Aken. De toren behoort tot een der machtigste stadspoorten van West-Europa. De bouw ervan werd begonnen rond 1257 en waarschijnlijk voltooid kort na 1300. Met de Marschiermitteltor, ook wel Burtscheider Mitteltor genoemd, had het een tegenhanger in de binnenste stadsmuren.

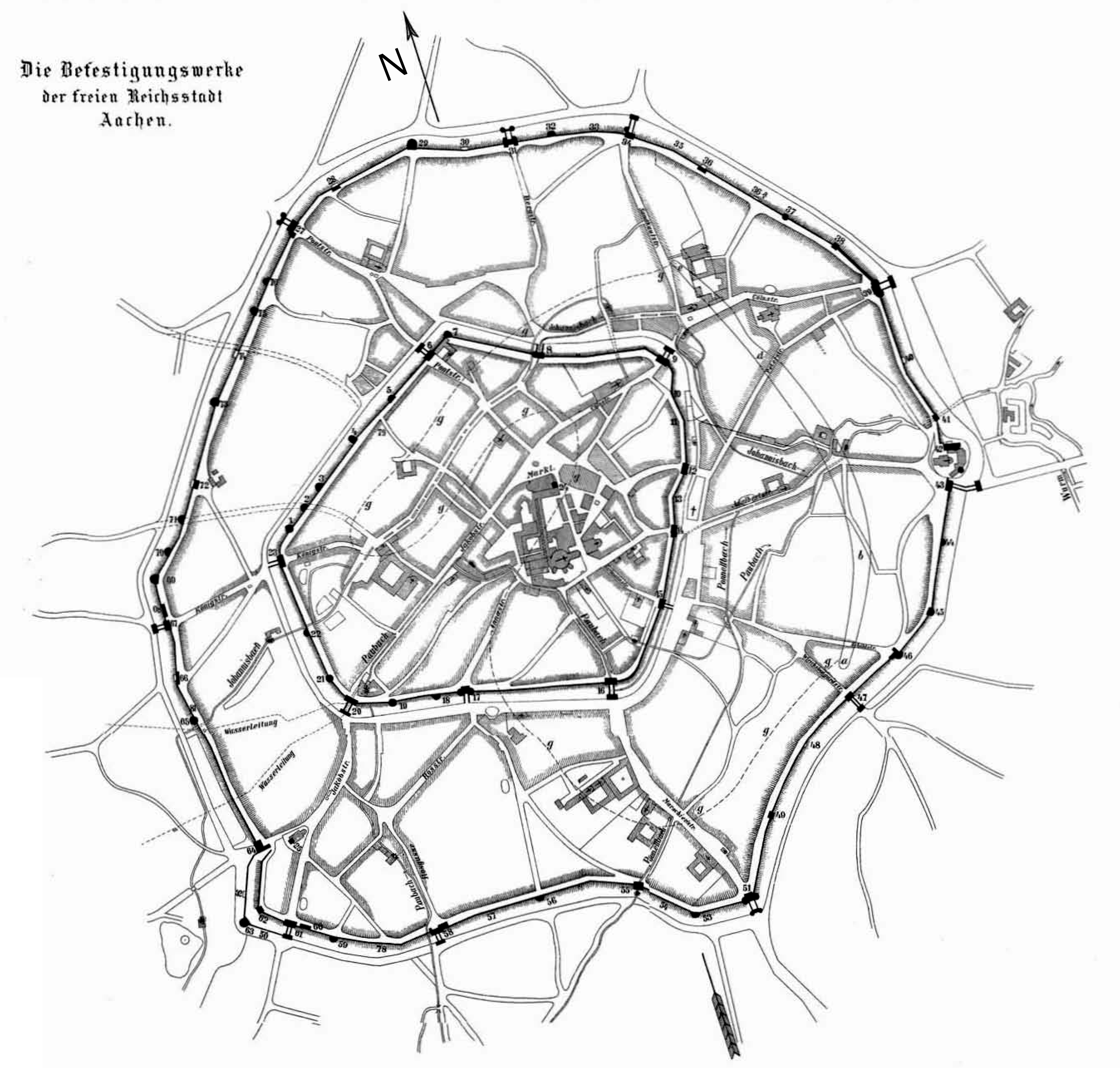
Overzicht van de vestingwerken in Aken. Nummer 51 is de Marschiertor

De Marschiertor stond in het zuiden van de buitenste stadsmuren tussen de Wirichsbongardstor (oostelijker) en de Rostor (westelijker).
Tussen de Marschiertor en de Rostor bevonden zich de Kleiner Pounellenturm, Großer Pounellenturm en Karlsturm. Tussen de Marschiertor en de Wirichsbongardstor bevonden zich de Krichelenturm en twee erkers van de Akense stadsmuren.

## Beschrijving

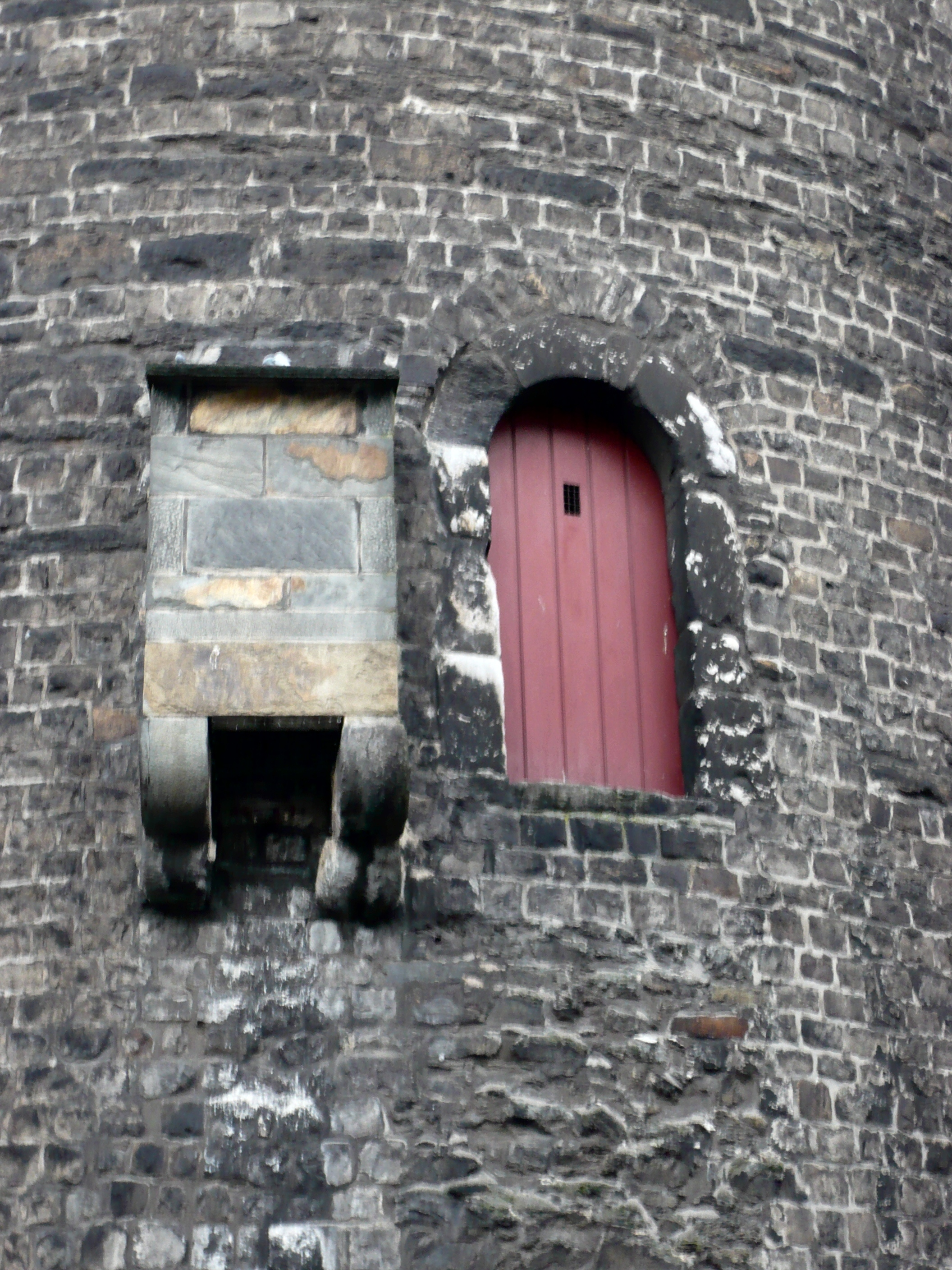
Uitstekende erker aan de oostzijde

De Marschiertor is een dubbeltorige stadspoort. De torens hebben elk vier verdiepingen en het middendeel vijf verdiepingen. De torens vormen samen met het middendeel min of meer een eenheid onder een gemeenschappelijke spits schilddak. De toren is in totaal 23,8 meter breed en heeft een doorrijbreedte van 4,8 meter. De buitenzijde van de stadspoort heeft drie versprongen portaalbogen. De buitenste boog strekt zich uit tot een hoogte van ongeveer 13 meter in de tweede verdieping. De tweede boog met weerplatform met een hoogte van ongeveer 8,5 meter in de eerste verdieping. De derde spitsboog en de eigenlijke portaalhoogte bedraagt vijf meter.
Door de beide torens die de middenbouw flankeren voeren aan de stadszijde wenteltrappen naar de wapenkamer. De wachtkamers waren op de begane grond in de torens, met inbegrip van de kerkers. Op de oosttoren bevindt zich een uitstekende toilet-erker. De Marschiertor had oorspronkelijk net zoals alle Akense stadspoorten met uitzondering van de Junkerstor (Vaalser Tor) in het zuidwesten een voorpoort, die tegenwoordig enkel nog te zien is bij de Ponttor. Deze werd (waarschijnlijk kort na de stadsbrand) in de 17e eeuw afgebroken om voor meer modernere schanswerken plaats te maken. Een detail uit een schilderij van Johann Ferdinand Jansen toont de poort in 1796 zonder voorpoort.

## Geschiedenis

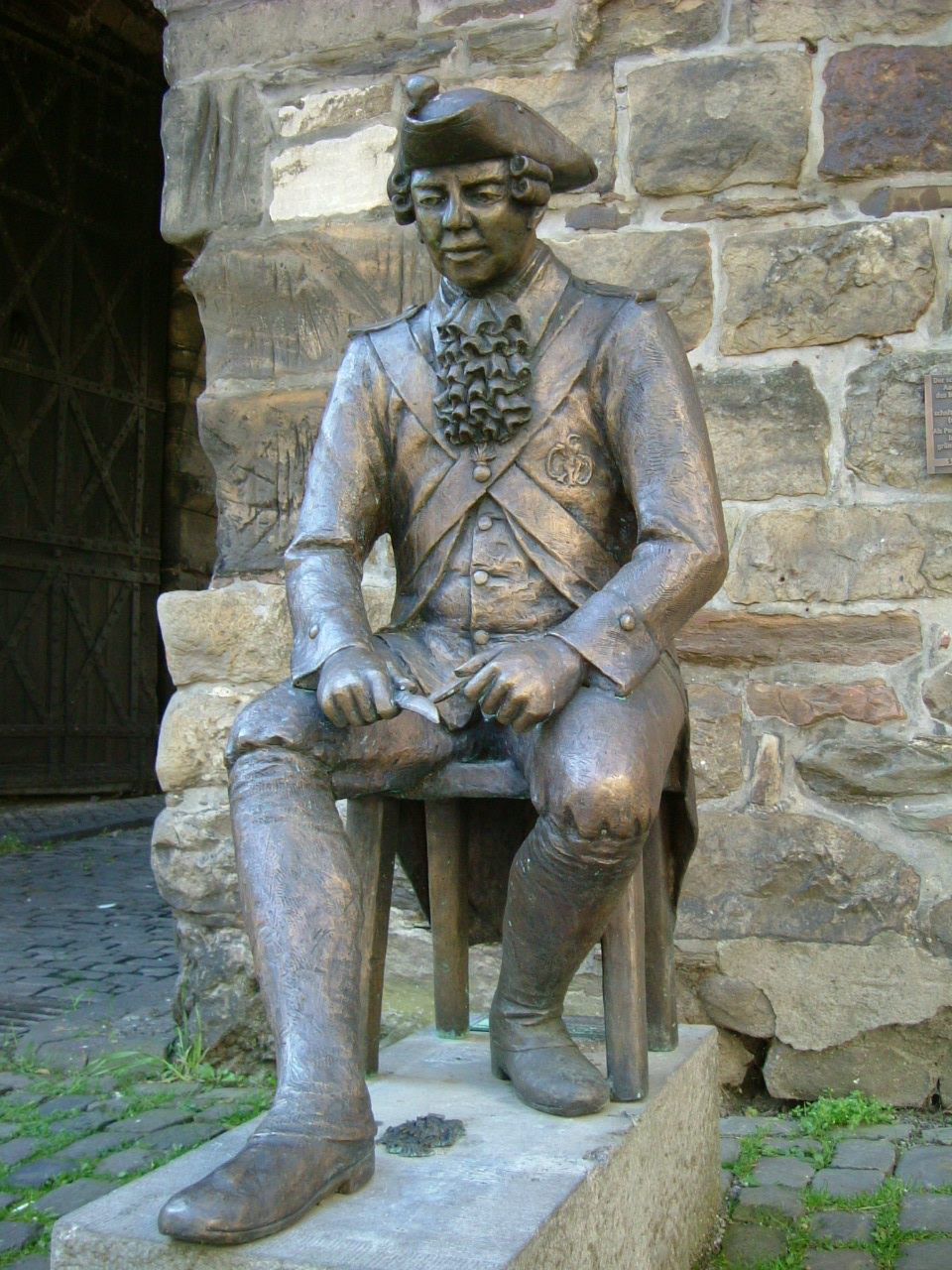
Het bronzen figuur van een stadssoldaat herinnert aan zijn nevenwerkzaamheden als houtsnijder.

De Marschiertor behoorde tot de vier belangrijkste poorten (Ponttor, Kölntor, Marschiertor en Jakobstor) van de in de veertiende en vijftiende eeuw gebouwde vestingwerken als onderdeel van de buitenste stadsmuren rondom Aken, de zogenaamde Gotische Mauer, en was daarin het zuidelijkste punt. Hij staat aan het einde van de Franzstraße en aan het begin van de voormalige weg naar Burtscheid, die bij de in de Tweede Wereldoorlog verwoeste Burtscheider Obertor eindigde. Van "Burtscheid" komen ook de namen Marschier, Mieschiers of Berseter, die alle verschillende vormen van Burtscheid, Porcetum (de Latijnse naam van Burtscheid) of de platte variant zijn.
De Marschiertor was de belangrijkste paradeplaats. De elf stadspoorten van de vrije rijksstad Aken werden door de vrije rijksstadse stadssoldaten en stadsmilities bewaakt.
Door de eeuwen heen bood de stadspoort niet alleen weerstand tegen bezettingen en belegeringen van verschillende soldatengroepen, maar is ze ook in gebruik geweest als rommelkamer, daklozenopvang en jeugdherberg. Tijdens de Tweede Wereldoorlog werd de Marschiertor in 1943 door brandbommen zwaar beschadigd en in eerste instantie alleen voorlopig hersteld.
In 1964 liet de stad Aken het gebouw opnieuw herstellen met werkuren en donaties. In het gebouw biedt de grote wapenzaal ruimte aan 200 gasten. Daarnaast bevinden zich in de poort archiefruimtes, de voormalige commandantkamer, een wijnkelder, de gelagkamer en een kast.

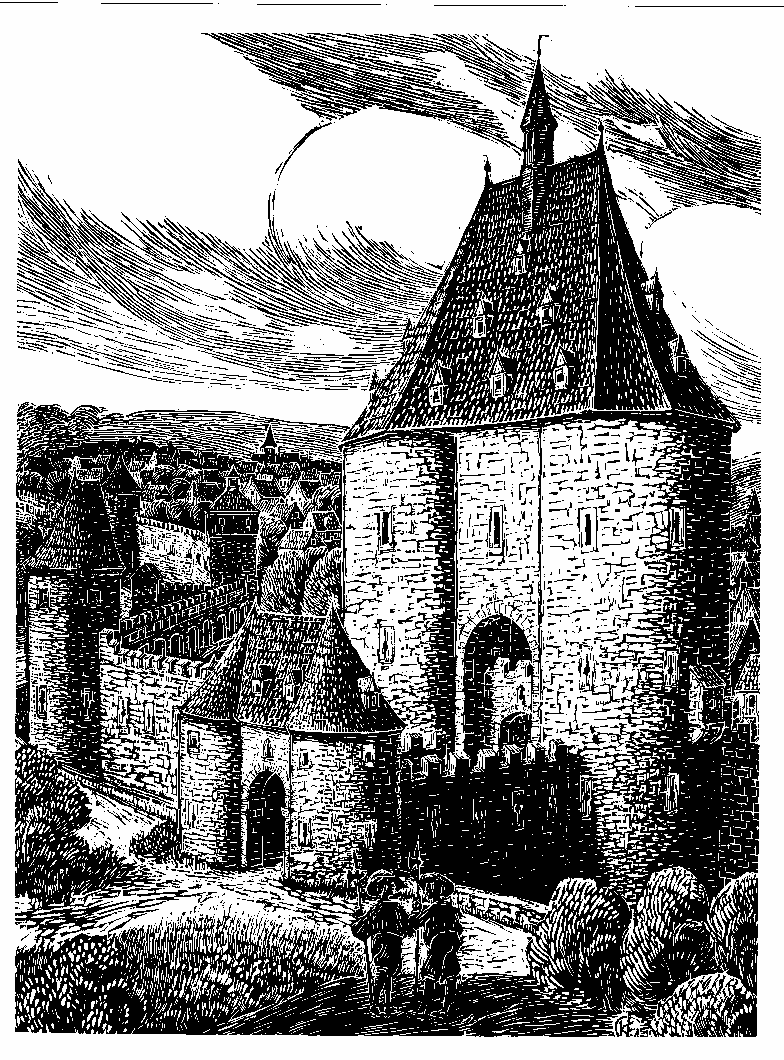
Impressie van de poort in de 17e eeuw (door K. J. Gollrad)
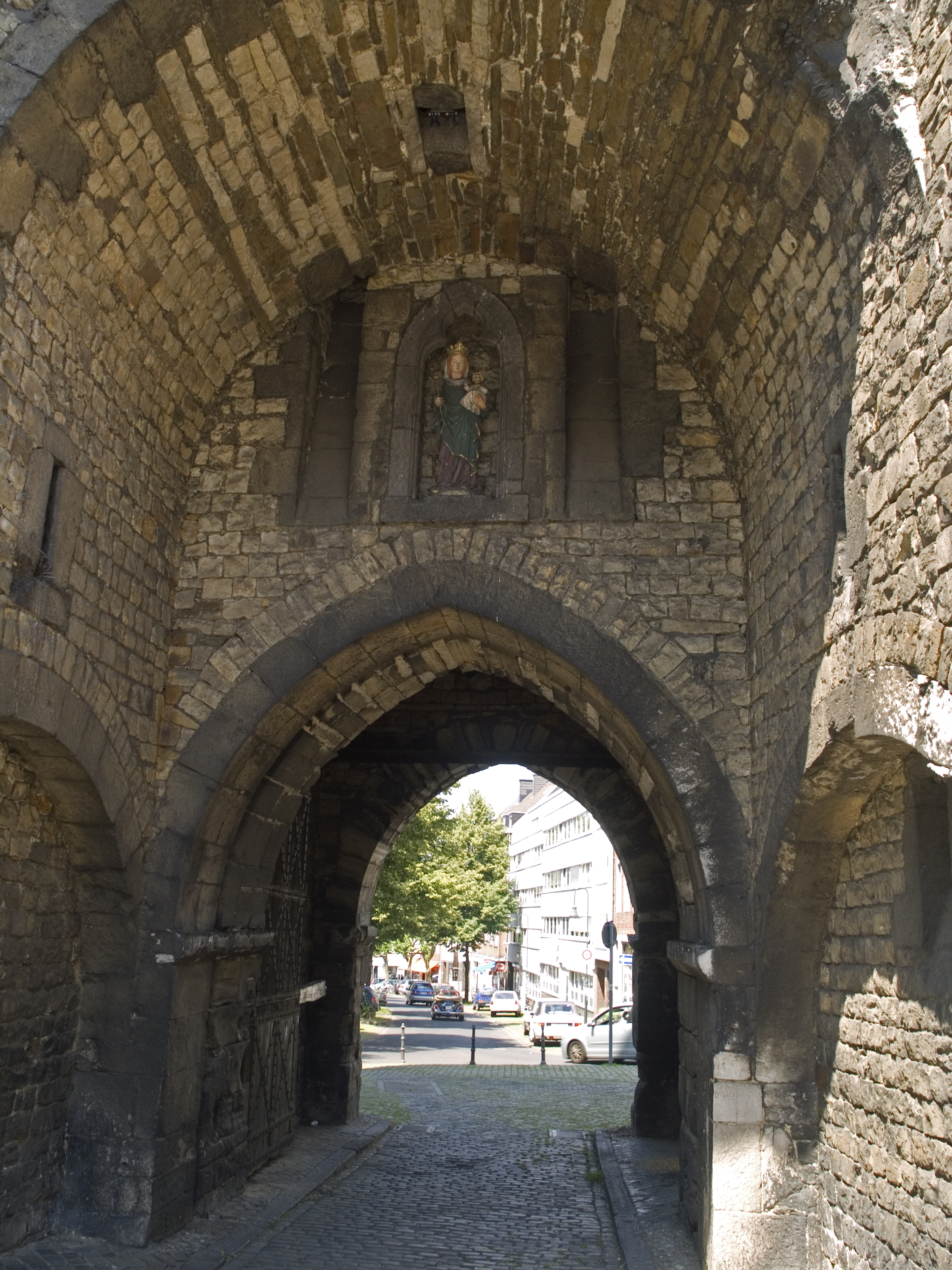
Mariabeeldje in de poort
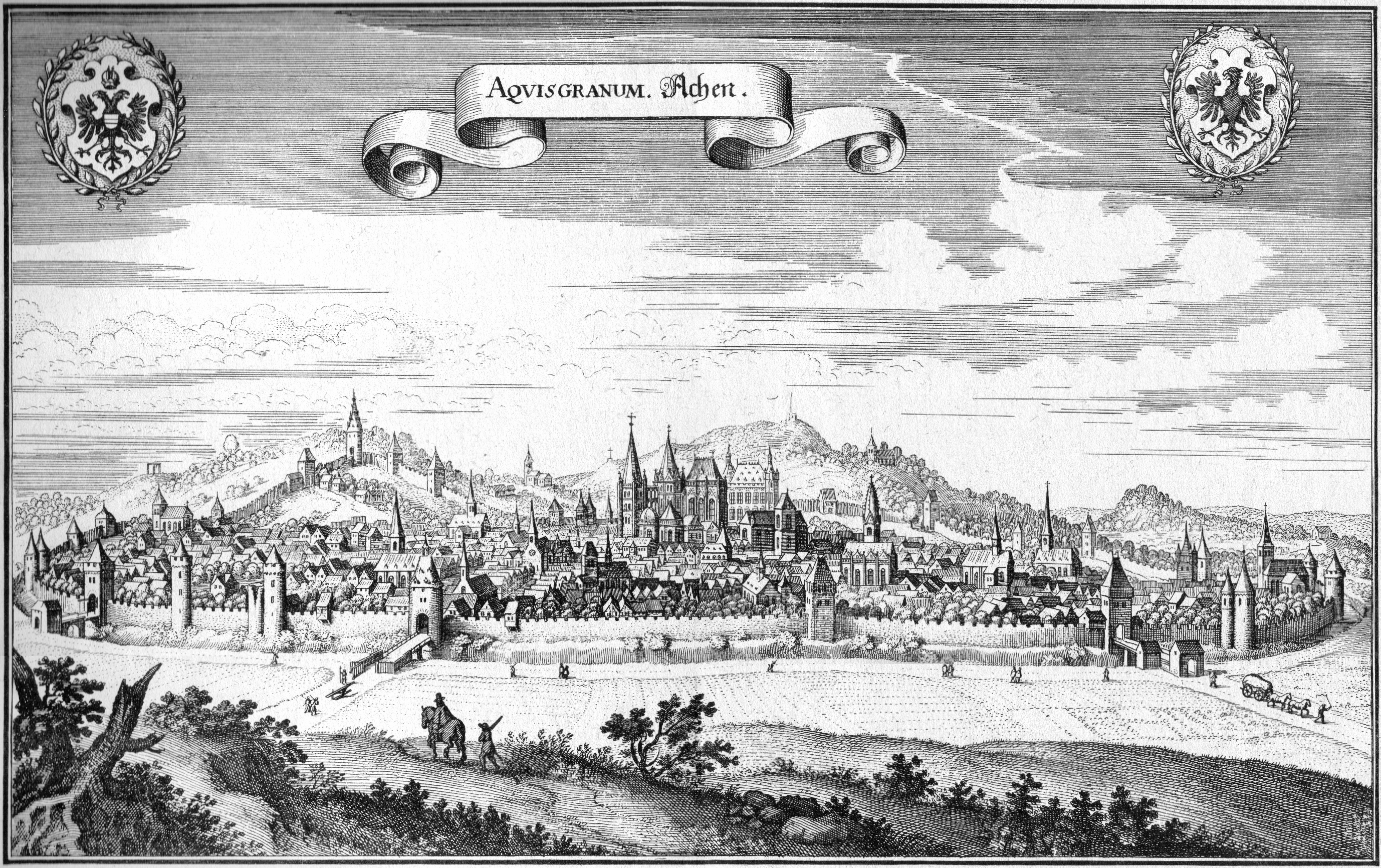
De toren staat in de afbeelding op de voorgrond als eerste links van het midden